# Forbes-Gletscher (Grahamland)
Der Forbes-Gletscher ist ein Gletscher an der Fallières-Küste des Grahamlands auf der Antarktischen Halbinsel. Er fließt in westlicher Richtung in den nordöstlichen Teil der Square Bay. Der Gletscher ist 16 km lang, seine Breite schwankt zwischen 6 km im mittleren Abschnitt und 3 km an seiner Mündung.
Teilnehmer der British Graham Land Expedition (1934–1937) unter der Leitung des australischen Polarforschers John Rymill nahmen 1936 Vermessungen des unteren Gletscherabschnitts vor. Komplettiert wurde dies über die gesamte Länge des Gletschers durch den Falkland Islands Dependencies Survey (FIDS) zwischen 1946 und 1948. Der FIDS benannte ihn nach dem schottischen Physiker James David Forbes (1809–1868), einem Pionier der Glaziologie.